# Gustaw Koliński

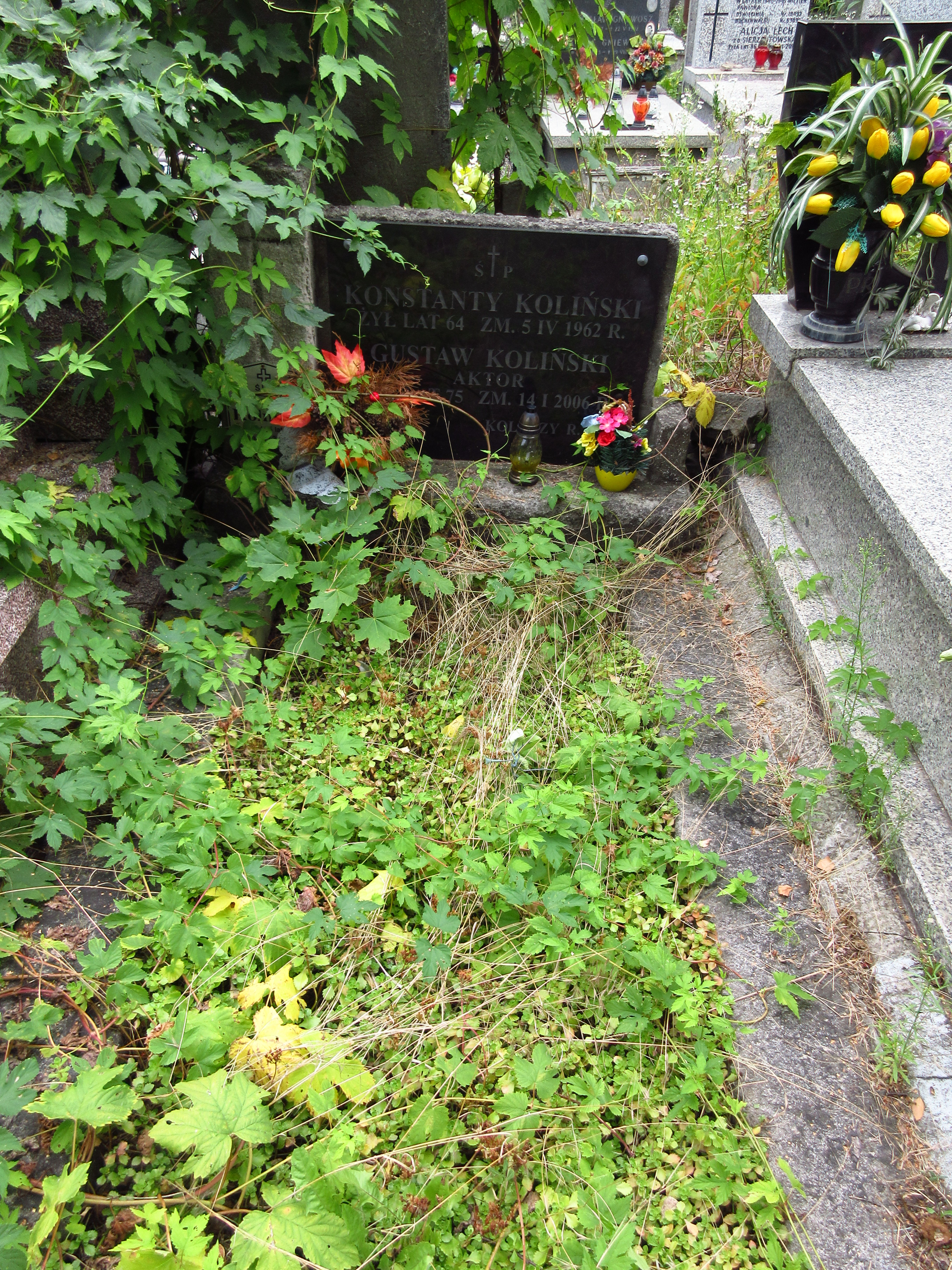
Grób Gustawa Kolińskiego na Cmentarzu Bródnowskim.

Gustaw Koliński (ur. 15 lipca 1930 w Sielcu, zm. 14 stycznia 2006 w Warszawie) – polski aktor teatralny, tłumacz.

## Życiorys
Syn Konstantego Kolińskiego (ur. 1898) i Teodory z domu Towpik (ur. 1899). Ojciec był nauczycielem w 1933 roku pełniącym obowiązki kierownika szkoły powszechnej w Błudniu oraz członka Państwowej Komisji Egzaminacyjnej (dla nauczycieli szkół powszechnych) w Prużanie, matka nauczycielką w Berezie Kartuskiej, osierociła go w dzieciństwie.
Podczas powstania warszawskiego był kurierem, roznosił meldunki i gazety. Ukończył studia na Wydziale Aktorskim Państwowej Wyższej Szkoły Teatralnej w Warszawie, debiutował na scenie szczecińskiego Teatru Polskiego, a następnie przeniósł się do Łodzi, gdzie występował w Teatrze im. Stefana Jaracza. Po przeprowadzce do Warszawy grał w Teatrze Klasycznym, a od 1963 przez dwadzieścia dwa lata był zastępcą kierownika literackiego w Teatrze Dramatycznym. Równolegle tłumaczył z języka hiszpańskiego sztuki teatralne, które następnie adaptowano i wystawiano na polskich scenach. W 1993 doznał udaru mózgu i przez trzynaście lat przebywał w zakładzie opiekuńczym Bonifratrów, gdzie zmarł.
Należał do Związku Literatów Polskich, ZAiKS i ZASP. Pochowany na Cmentarzu Bródnowskim (kwatera 51M-III-33).